# バーネッシュ・ホフマン
バーネッシュ・ホフマン（Banesh Hoffmann、1906年9月6日 - 1986年8月5日）は、イギリス出身のアメリカ合衆国の数学者、物理学者である。アルベルト・アインシュタインとの交流で知られる。

## 生涯
ホフマンは、1906年9月6日にノース・ヨークシャー州リッチモンドで生まれた。オックスフォード大学マートン・カレッジで数学と理論物理学を学んで学士号を取得した後、アメリカに移住し、プリンストン大学で数学者オズワルド・ヴェブレンの指導のもとで博士号を取得した。
1940年にアメリカ合衆国に帰化した。ロチェスター大学で物理学・数学の講師を務めた後、プリンストン高等研究所でアインシュタインやレオポルト・インフェルトとともに相対性理論の基礎となる研究を行った。プリンストン在籍中、ホフマンはアインシュタイン、インフェルトと共同で、論文"Gravitational Equations and the Problem of Motion"を執筆した。アインシュタインの一般相対性理論は、2つのアイデアに基づいていた。1つは、「粒子は4次元時空で最短の経路をたどる」という運動方程式、もう1つは、物質が時空間の幾何学的性質にどのような影響を与えるかということである。アインシュタイン、インフェルト、ホフマンの3人が示したのは、運動方程式が、幾何学を定義する場の方程式に直結するということだった。
1937年にニューヨーク市立大学クイーンズ校（クイーンズ・カレッジ）に移籍し、1970年代後半まで在籍した。1960年代に退職した後も、秋には古典力学と量子力学、春には特殊相対性理論と一般相対性理論の講義を担当していた。
ホフマンは、相対性理論、量子論など、様々な分野で活躍した。また、多肢選択式テストの科学的妥当性に異議を唱え続け、25年間にわたってウェスティングハウス・サイエンス・タレント・サーチのコンサルタントを務め、1962年に"The Tyranny of Testing"（テストの暴虐）を出版した。
1986年8月5日に亡くなった。クイーンズ・カレッジの数学科では、卒業生に贈られる栄誉賞の一つが彼にちなんで名付けられている。

## 著作物
ホフマンは、1972年にアインシュタインの秘書であったヘレン・デュカスと共同で"Albert Einstein: Creator and Rebel"（日本語訳：『アインシュタイン―創造と反骨の人』）を出版した。その後、デュカスと共同で、アインシュタインの手紙やその他の個人的な文章からの引用を集めた"Albert Einstein: The Human Side"（日本語訳：『素顔のアインシュタイン』）を編集した。
その他、"The Strange Story of the Quantum"（量子の奇妙な物語、1947年）、"About Vectors"（ベクトルについて）、"Relativity and Its Roots"（日本語訳：『相対性理論とそのルーツ』）などの著書がある。
また、シャーロキアン団体「ベイカー・ストリート・イレギュラーズ」のメンバーであり、1966年2月の『エラリー・クイーンズ・ミステリ・マガジン』に掲載された短編小説"Sherlock, Shakespeare, and the Bomb"（日本語訳：『シェークスピアと爆弾』）を執筆している。

## 私生活
ホフマンはドリス・グッドデイ(Doris Goodday)と結婚した。息子のローレンス(Laurence)は数学者・金融アドバイザー、娘のデボラ(Deborah)はドキュメンタリー映画監督となった。